# Oulton Broad
Oulton Broad är en by och en civil parish i distriktet East Suffolk, Suffolk i England. Byn är belägen 59,2 km 
från Ipswich. Skapad 1 april 2017 (CP).